# Bagüés
Bagüés ist ein Ort und eine Gemeinde (municipio) in der Provinz Saragossa in der Autonomen Region Aragón in Spanien. 2024 hatte die Gemeinde 17 Einwohner.

## Lage
Bagüés liegt etwa 100 Kilometer nördlich im Pyrenäenvorland im Getreideanbaugebiet der Comarca Cinco Villas in einer Höhe von 840 m am Río Onsella.

## Bevölkerungsentwicklung
Demographische Daten für Bagüés von 1900 bis 2021:
| 1900 | 1910 | 1920 | 1930 | 1940 | 1950 | 1960 | 1970 | 1981 | 1991 | 2001 | 2011 | 2021 |
| ---- | ---- | ---- | ---- | ---- | ---- | ---- | ---- | ---- | ---- | ---- | ---- | ---- |
| 243  | 215  | 233  | 203  | 162  | 135  | 95   | 20   | 15   | 16   | 39   | 23   | 16   |

## Sehenswürdigkeiten
- Kirche Hl. Julianus und Basilia (Iglesia de los Santos Julián y Basilisa) aus dem 11. Jahrhundert
- Kapelle Unserer Lieben Frau (Ermita de Nuestra Señora del Pilar) aus dem 16. Jahrhundert
- Kapelle der Jungfrau von La Paruela (Ermita románica de la Virgen de la Paruela)

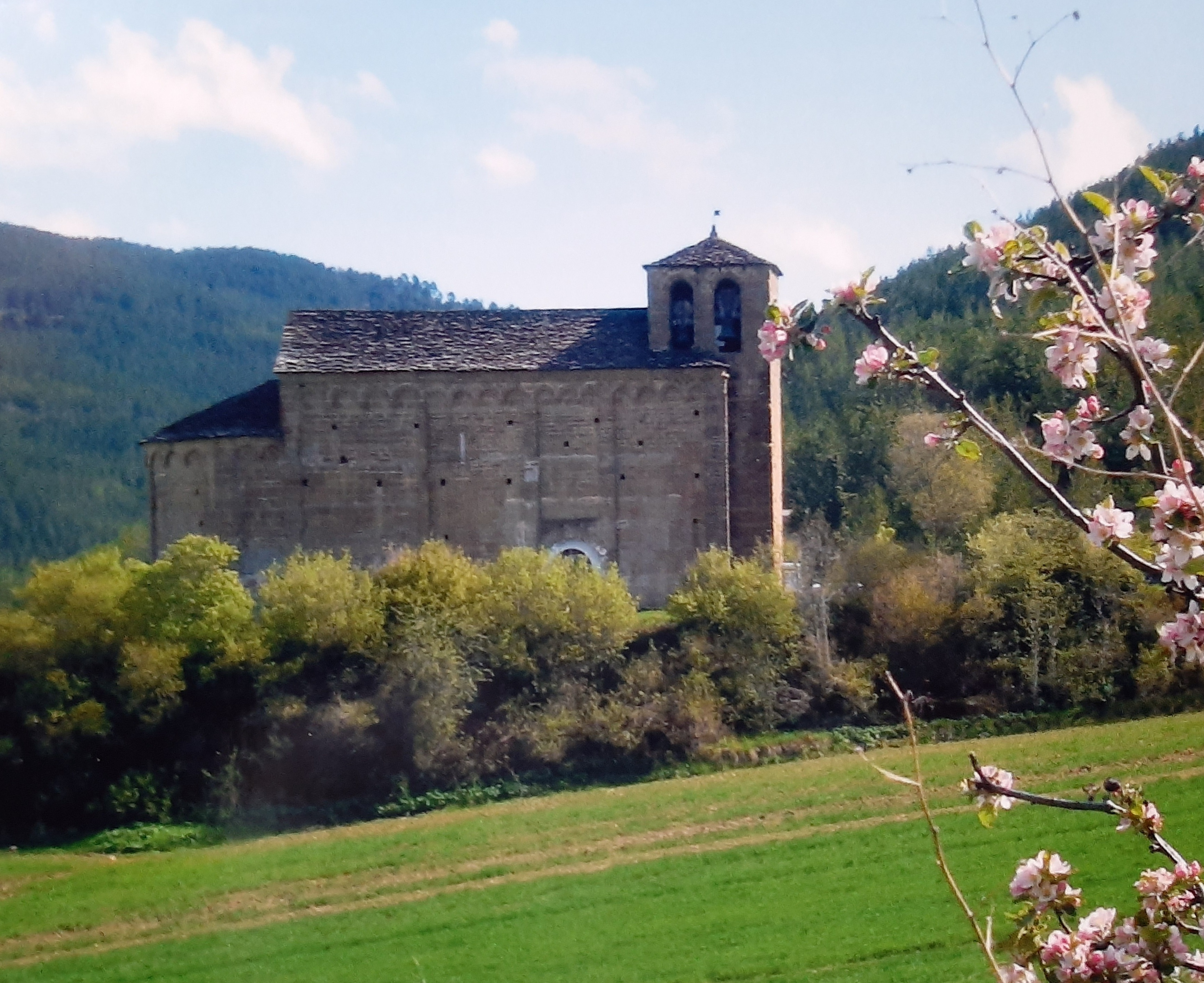
Kirche
Kapelle der Jungfrau von La Paruela
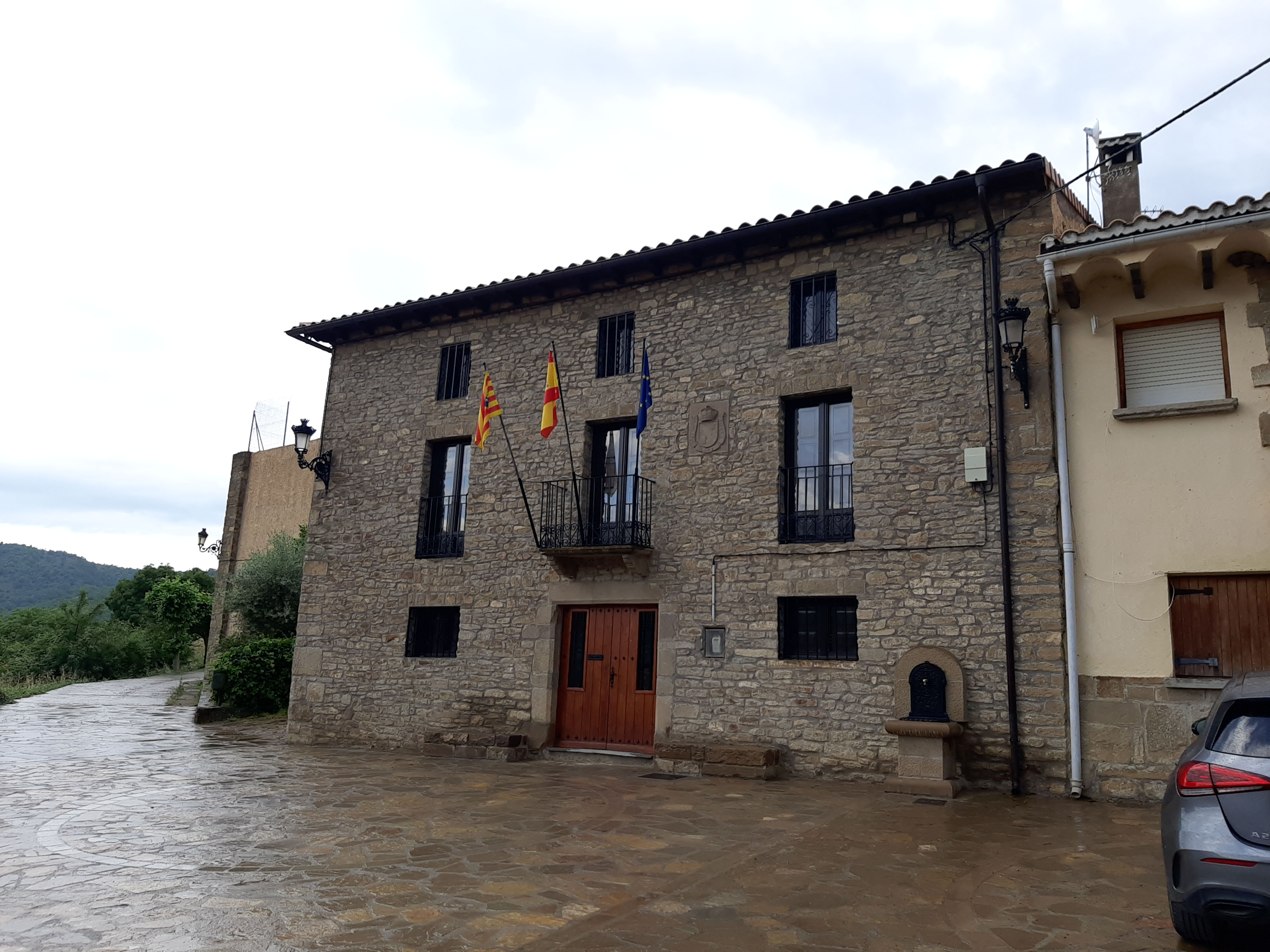
Rathaus